# Заплава річки Берда
Ландшафтний заказник загальнодержавного значення «Заплава річки Берда» — один з об'єктів природно-заповідного фонду України на території Запорізької області, у відношенні до якого встановлений особливий режим охорони, відтворення й використання природних ресурсів.
Заказник належить до переліку природно-заповідних територій, особливо важливих для збереження біорізноманіття Запорізької області.

## Розташування
Заказник загальною площею 1416,9 гектарів розташований на території Бердянського району Запорізької області, в межах земель:
- Бердянської міської ради — 564,6 гектарів,
- Нововасилівської сільської ради м. Бердянськ — 232,3 гектара,
- державного підприємства «Бердянське лісове господарство» — кв 121—127 Осипенківського лісництва — 620 гектарів.

## Загальний опис
Територія ландшафтного заказника являє собою дельту з заплавою річки Берда, що є унікальним природним комплексом, добре збереженим в умовах антропогенно-зміненого Північного Приазов'я. Тут зростає ряд видів рослин, занесених до Червоної книги України, а також збереглися типові для Степової зони рослинні угруповання з домінуванням ковили. Багатий тваринний світ. Місце гніздування птахів та нерестовища риби.

## Історія
Ландшафтний заказник загальнодержавного значення «Заплава річки Берда» заснований Указом Президента України від 10 грудня 1994 року з метою збереження водно-болотного угіддя міжнародного значення, з унікальною водно-болотною і степовою рослинністю, охорони унікальних місць зростання видів рослин, що занесені до Червоної книги України.
2010 року частина території Заказника площею 796,9 гектарів, в тому числі в межах земель Бердянської міської ради — 564,6 гектарів та Нововасилівської сільської ради м. Бердянськ — 232,3 гектара увійшла без вилучення до складу Приазовського національного природного парку, створеного Указом Президента України від 10.02.2010 № 154/2010.

## Завдання
Завданнями Заказника є:
- збереження у природному стані унікального водно-болотного угіддя з усім її водно-болотним рослинним та тваринним біорізноманіттям;
- організація систематичних спостережень за станом природних комплексів та об'єктів на території Заказника;
- проведення комплексних досліджень з метою розробки наукових основ збереження його території та її ефективного використання;
- сприяння екологічній освітньо-виховній роботі серед населення;
- створення умов для ефективного туризму, відпочинку та інших видів рекреаційної діяльності з додержанням вимог режиму території Заказника тощо.

## Флора
На території заказника зростають рідкісні рослини, що занесені до Червоної книги України, такі як: ковили Лессінга та волосиста, тюльпан Шренка та інші.

## Фауна
На території Заказника зустрічаються: махаон, поліксена, червоновола казарка, білоока чернь, кулик-сорока та інші види тварин занесені до Червоної книги України.